# Гузар-Левицька Ольга
Ольга Гузар, у шлюбі Гузар-Левицька (нар. 1860, Завалів — пом. 1933, м. Винники). — українська громадська діячка жіночого руху в Галичині, перекладачка драм українською мовою, друкувала свої листи до В. Барвінського у «Правді» 1878 р. Брала участь у національному русі, складала багаті жертви на церкви, товариства бідних. У «Просвіті» створила степендійний фонд свого імені.

## Життєпис
Ольга Гузар народилася у Завалові у родині пароха містечка Завалів о. Дмитра Гузара і була сестрою Лева Гузара — діда блаженнійшого Любомира Гузара. Її братом був Лев Гузар — дід кардинала Любомира Гузара. 
Разом із чоловіком Володимиром Левицьким входила до найближчих знайомих Івана Франка.
Перші власні твори Ольги Гузар-Левицької «На чужині» та «Правдива пригода» були опубліковані в альманаху «Перший вінок» у 1887 році.
Це видання ще до його виходу у світ високо оцінив сам Іван Франко у Змісті «Альманаху жіночого»:
Зміст «Альманаху жіночого», видаваного «Товариством руських женщин» в Станіславові під редакцією пані Наталії з Озаркевичів Кобринської, заповідається доволі цікаво. Крім праць белетристичних і відчитів о справі жіночій самої редакторки, будуть в нім поміщені прозові і поетичні твори пань Олени Пчілки, Лесі Українки, Ольги Левицької, Михайлини Рошкевич, Юлії Шнайдер, Климентії Попович, Олесі Бажанської і др[угих].
Звертаємо увагу нашого жіноцтва на те видавництво і висказуємо щире бажання, щоб воно сталося гідним виразом того просвітнього руху, який від кількох літ почав проявлятися серед нашого жіноцтва. Дуже щасливою вважаємо гадку В[исоко]п[оважаної] пані редакторки помістити в «Альманаху» звістки про всіх руських женщин, котрі в наших часах так чи інакше виступали на публічну арену, будь то в літературі, будь в штуці, промислі чи в житті громадськім. Тільки по зібранні такого матеріалу могли б ми пізнати, чим досі були у нас женщини-русинки помимо дуже ще маленької стадії розвою, на якій вони досі стоять. Замічаємо також, що дальші матеріали для «Альманаху» можна ще надсилати на руки пані Кобринської в Болехові.
У жовтні 1896 р. чоловіка призначили нотарем у Винниках, де родина Левицьких і проживала відтоді (у віллі кінця XIX ст., будинок зберігся дотепер — вул. Галицька, 11).
Альманах «Перший вінок» (1887) опублікував її оповідання «На чужині: Правдива пригода».